# سیارک ۵۴۱۱
سیارک ۵۴۱۱ (به انگلیسی: 5411 Liia، نامگذاری:1973AT3) پنج هزار و چهارصد و یازدهمین سیارک کشف شده‌است که در ۲ ژانویه ۱۹۷۳ کشف شد.
قدر مطلق سیارک برابر ۱۱٫۸۰ است.